# Виница (Хрватска)
Виница је насељено место и седиште општине Виница у Вараждинској жупанији, Хрватска. До територијалне реорганизације у Хрватској налазила се у саставу бивше велике општине Вараждин.

## Становништво
На попису становништва 2011. године, општина Виница је имала 3.389 становника, од чега у самој Виници 1.075.

## Попис 1991.
На попису становништва 1991. године, насељено место Виница је имало 1.222 становника, следећег националног састава:
| Попис 1991.‍   | Попис 1991.‍ | Попис 1991.‍ | Попис 1991.‍ | Попис 1991.‍ |
| ------------- | ----------- | ----------- | ----------- | ----------- |
|               |             |             |             |             |
| Хрвати        | Хрвати      |             | 1.179       | 96,48%      |
| Словенци      | Словенци    |             | 11          | 0,90%       |
| Југословени   | Југословени |             | 10          | 0,81%       |
| Срби          | Срби        |             | 7           | 0,57%       |
| непознато     | непознато   |             | 15          | 1,22%       |
| укупно: 1.222 |             |             |             |             |